# Newag Dragon
Newag Dragon (serie ET25, ET26 i ET43) – rodzina sześcioosiowych lokomotyw elektrycznych przeznaczonych do prowadzenia ciężkich pociągów towarowych do 4500 ton. Od 2009 do 2016 była produkowana przez Newag Gliwice, zaś od 2017 przez Newag Nowy Sącz. Powstało łącznie ponad 50 lokomotyw w wielu wersjach, które są eksploatowane przez polskich przewoźników towarowych.

## Historia

### Geneza
Podstawowym środkiem trakcyjnym kolei towarowej w Polsce jest sześcioosiowy elektrowóz ET22, którego ponad 1000 sztuk powstało w latach 1969–1989 w zakładach Pafawag we Wrocławiu. W późniejszych latach fabryka ta, będąca głównym producentem lokomotyw elektrycznych w Polsce, zaprzestała produkcji ciężkich lokomotyw towarowych, budując jedynie czteroosiowe elektrowozy pasażerskie EP09 (do 1997) i uniwersalne dwusystemowe EU43 i jednosystemowe EU11. Te dwie ostatnie, budowane dla PKP między 1997 a 2002 już po przejęciu PaFaWagu przez Adtranz, nie trafiły jednak na polskie tory ze względu na problemy finansowe zamawiającego. W 2002 roku Adtranz-Pafawag został przejęty przez Bombardiera, który nie zdecydował się produkować kompletnych lokomotyw elektrycznych we wrocławskim zakładzie. Od 2002 roku przez kilka lat w Polsce nie produkowano żadnych elektrowozów.

### Produkcja prototypu
We wrześniu 2006 podpisano umowę z Ministerstwem Nauki i Szkolnictwa Wyższego na dofinansowanie projektu budowy nowej lokomotywy. Zdecydowano się na jednostkę przeznaczoną do prowadzenia ciężkich pociągów towarowych o masie do 4000 t, a dodatkowo, ze względu na chęć umożliwienia eksploatacji lokomotywy na bardziej zużytych torowiskach, na konstrukcję sześcioosiową. Projekt takiej lokomotywy został przygotowany przy współpracy producenta z EC Engineering i Instytutem Elektrotechniki. Silniki trakcyjne zostały zaprojektowane przez Branżowy Ośrodek Badawczo-Rozwojowy Maszyn Elektrycznych Komel, a wykonane przez Zakład Maszyn Elektrycznych Emit.

### Prezentacje promocyjne i testy

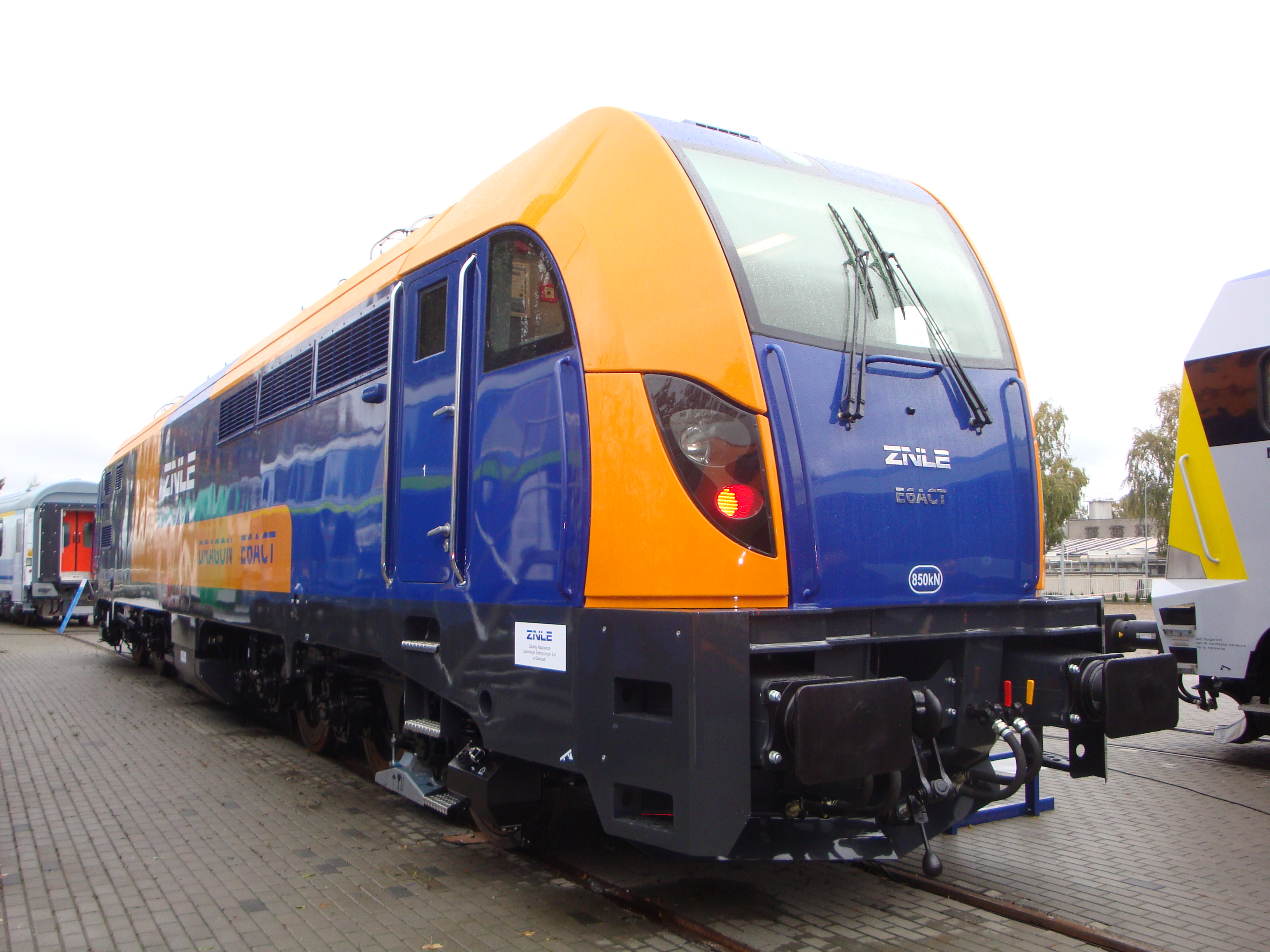
Prototyp na targach Trako 2009

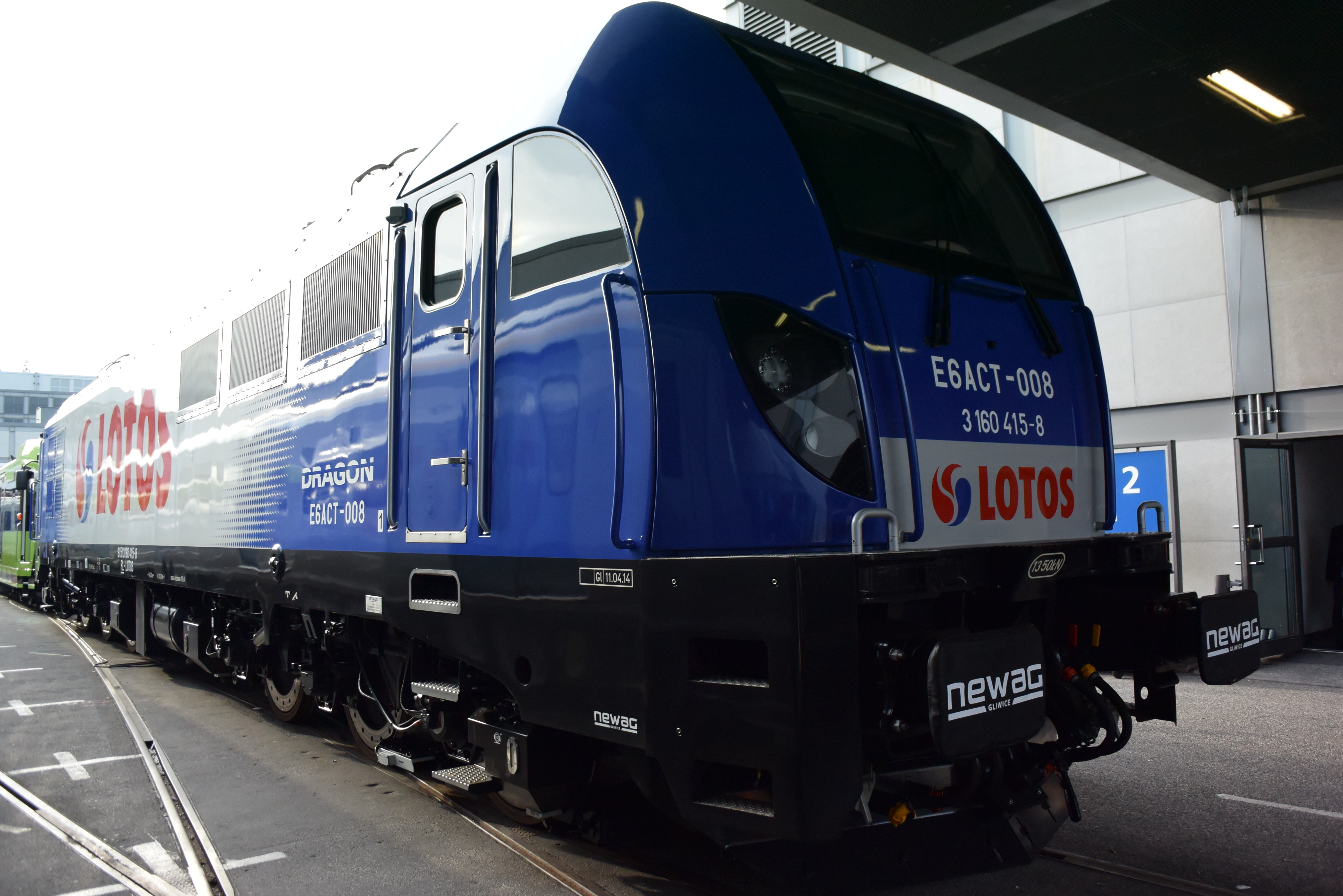
E6ACT-008 na targach InnoTrans 2014

Prototypowy egzemplarz został zaprezentowany 14 października 2009, podczas targów kolejowych Trako w Gdańsku. Jest on pierwszą nową polska konstrukcją lokomotywy elektrycznej od 1990 roku, kiedy premierę miał EM10.
W marcu 2010 rozpoczęto testy na torze doświadczalnym Centrum Naukowo-Technicznego Kolejnictwa w Węglewie koło Żmigrodu. Próby homologacyjne maszyny prowadził Instytut Pojazdów Szynowych „Tabor” z Poznania. We wrześniu lokomotywa została zaprezentowana na targach InnoTrans w Berlinie. 30 grudnia Urząd Transportu Kolejowego wydał firmie ZNLE w Gliwicach tymczasowe świadectwo dopuszczenia do eksploatacji pojazdu kolejowego dla lokomotywy elektrycznej E6ACT-001.
Od 13 stycznia do 30 grudnia 2011 trwała eksploatacja nadzorowana prototypowej jednostki, prowadzona przez STK, PKP Cargo, Pol-Miedź Trans oraz Lotos Kolej, w ramach których E6ACT-001 przejechał 77 866 km, a maksymalne brutto pociągu wyniosło 4021 t. W październiku lokomotywa została ponownie zaprezentowana na targach Trako w Gdańsku. 23 grudnia Urząd Transportu Kolejowego wydał bezterminowe świadectwo dopuszczenia do eksploatacji.
W lutym 2012 miała miejsce eksploatacja promocyjna w DB Schenker Rail Polska.
We wrześniu 2014 na targach InnoTrans zaprezentowano dragona należącego do Lotos Kolej o oznaczeniach E6ACT-008, a we wrześniu 2016 dragon Freightlinera o oznaczeniu E6ACTd-101.

### Dragon 2
Na początku czerwca 2018 gotowy był pierwszy egzemplarz Dragona 2 – lokomotywa E6ACTa-001. W drugiej połowie miesiąca na torze doświadczalnym Instytutu Kolejnictwa koło Żmigrodu rozpoczęły się testy lokomotywy. 7 grudnia 2018 Urząd Transportu Kolejowego wydał zezwolenie na dopuszczenie do eksploatacji. Dragon 2 to pierwsza polska lokomotywa wyposażona w energoelektronikę w technologii SiC (węgliku krzemu), to znaczy w przetwornicę zasilania pomocniczego o nazwie PSM-175 SiC, opracowaną i wyprodukowaną przez firmę Medcom.
Powodem zaprojektowania nowej wersji Dragon była zmiana przepisów TSI.
Podczas targów InnoTrans 2018 zaprezentowano lokomotywę E6ACTa-002, rok później podczas Trako odbyło się uroczyste przekazanie lokomotywy ET26-001 dla PKP Cargo.

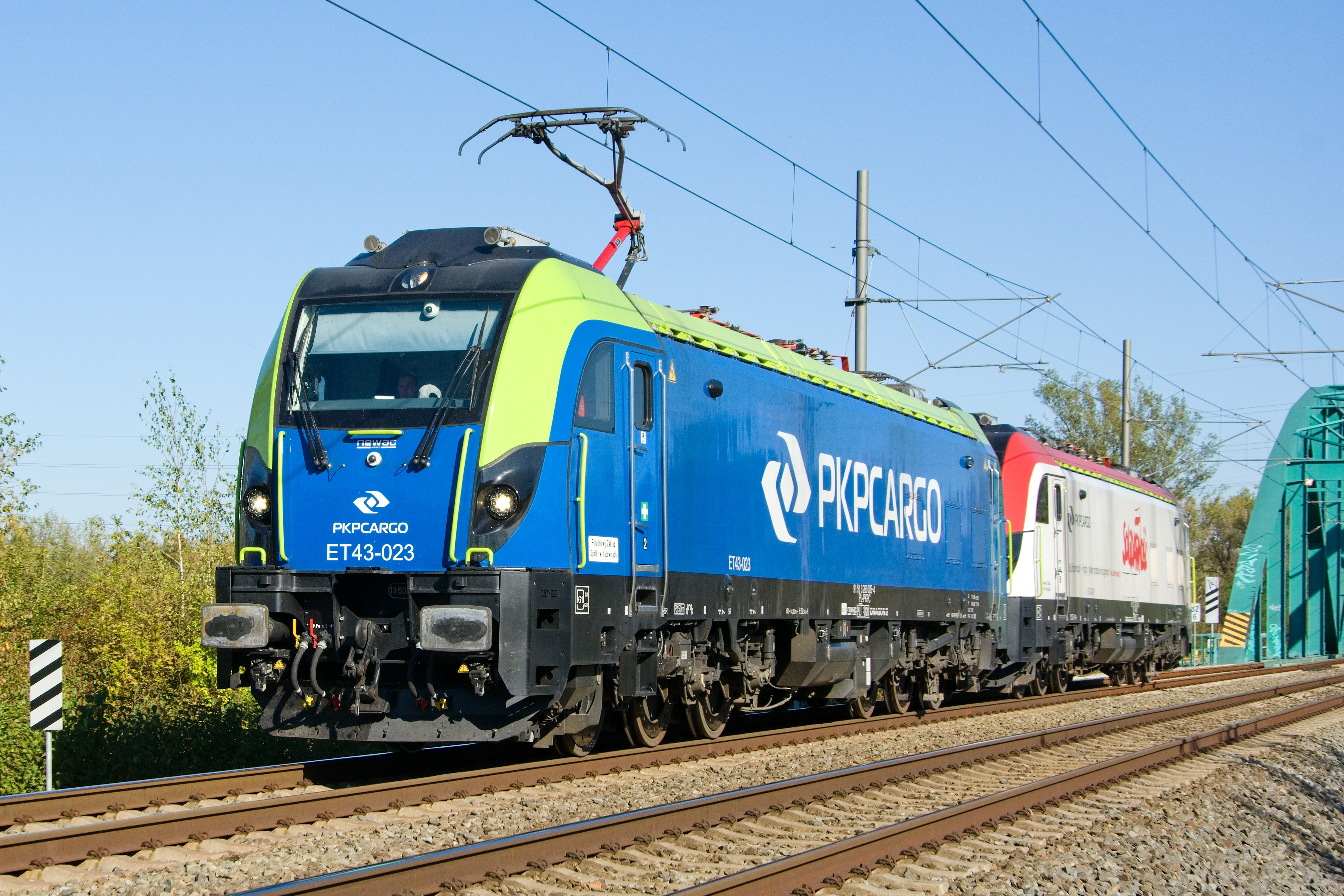
Dwusystemowe lokomotywy ET43 PKP Cargo

### Dwusystemowy Dragon 2
We wrześniu 2020 pierwszy egzemplarz dwusystemowej (3 kV DC i 25 kV 50 Hz AC) lokomotywy ET43-001 dla PKP Cargo przekazano do testów na tor doświadczalny nieopodal Żmigrodu. Pod koniec listopada pierwszą lokomotywy dwusystemową wysłano na testy do Czech, natomiast do Żmigrodu trafiła druga lokomotywa – ET43-002.

### Zamówienia i produkcja
- 12 października 2011 – podpisanie umowy na dostawę 4 lokomotyw Dragon dla STK[28]
- 19 września 2012 – podpisanie umowy na dostawę 5 lokomotyw Dragon dla Lotos Kolej[29]
- 30 stycznia 2015 – podpisanie umowy na dostawę 5 lokomotyw Dragon dla Freightliner PL[30]
- 25 października 2018 – podpisanie umowy na dostawę 3 lokomotyw Dragon 2 dla PKP Cargo[31]
- 28 lutego 2019 – podpisanie umowy na dostawę 3 lokomotyw Dragon 2 dla Lotos Kolej[32]
- 6 maja 2019 – podpisanie umowy na dostawę 4 lokomotyw dla Laude Smart Intermodal[33]
- 25 września 2019 – podpisanie umowy na dostawę 5 lokomotyw dla Rail Capital Partners[34]
- 13 grudnia 2019 – podpisanie umowy na dostawę 6 lokomotyw dla Lotos Kolej[35].

W czerwcu 2016 podjęto decyzję o przeniesieniu produkcji lokomotyw z Gliwic do Nowego Sącza. Na przełomie 2016 i 2017 w Nowym Sączu trwała budowa nowej hali na potrzeby produkcji lokomotyw i równolegle rozpoczęto produkcję pierwszego nowosądeckiego Dragona.

## Konstrukcja

### Dostępne wersje
Dragony oferowane są w wersjach zasilanych:
- prądem stałym o napięciu 3 kV
- prądem przemiennym o napięciu 15 lub 25 kV
- prądem stałym o napięciu 3 kV lub prądem przemiennym o napięciu 15 lub 25 kV
- silnikiem Diesla (wersja o ograniczonej mocy ciągłej, sile pociągowej i prędkości maksymalnej z obciążeniem).

Producent przewiduje również dwie opcje ulepszeń:
- Max Load – zwiększenie siły pociągowej do 450kN
- Dual Power – dodatkowy napęd spalinowy.

Wyprodukowane lokomotywy zasilane prądem stałym dla STK i Lotos Kolej otrzymały oznaczenie E6ACT, co oznacza lokomotywę elektryczną, 6-osiową, napędzaną przez silniki asynchroniczne, przeznaczoną przewozom towarowym. Lokomotywy zamówione przez Freightliner PL również są zasilane prądem stałym, jednak początkowo miały otrzymać inne oznaczenie – E6DCF-DP, które oznaczało lokomotywę elektryczną (ang. electric), 6-osiową, zasilaną prądem stałym (ang. DC), przeznaczoną przewozom towarowym (ang. freight), wyposażoną w dwa systemy zasilania (ang. Dual power). Ostatecznie lokomotywom tym również nadano typ E6ACT.

### E6ACT

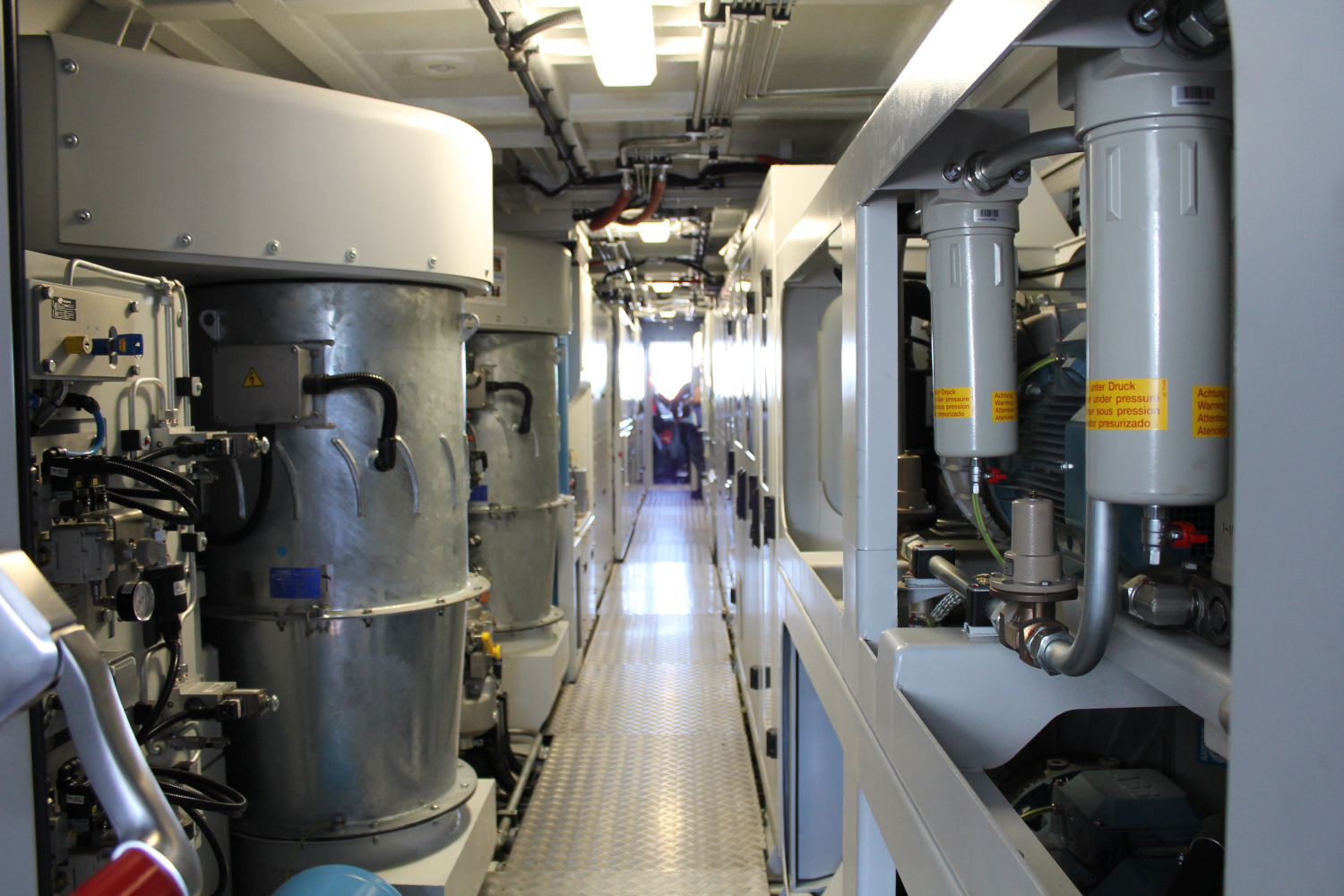
Przedział maszynowy E6ACT

#### Zasilanie
Lokomotywa E6ACT przystosowana jest do pracy przy napięciu zasilania 3 kV DC. Aparatura trakcyjna została wykonana w technologii IGBT. Pierwszy egzemplarz lokomotywy napędzany jest przez 6 silników elektrycznych typu STX500-4A (prod. EMIT) o mocy 834 kW każdy, które zasilane są przez przekształtniki trakcyjne opracowane przez Instytut Elektrotechniki. Przekładnie osiowe typu SET 553 dostarczyła firma Voith. W kolejnych egzemplarzach wykorzystano silniki (AMXL450) i przekształtniki (Bordline CC1500) produkcji ABB. Lokomotywy wyposażone są w hamulce tarczowe.

#### Możliwości
Prototyp ma moc ciągłą 5004 kW, a jego siła pociągowa mierzona na haku wynosi 375 kN, dzięki czemu E6ACT może pociągnąć składy o masie 4000 t.
| Masa   | Nachylenie | Maksymalna prędkość |
| ------ | ---------- | ------------------- |
| 3200 t | 0‰         | 115 km/h            |
| 3200 t | 6‰         | 58 km/h             |
| 2500 t | 6‰         | 74 km/h             |
| 2080 t | 10,2‰      | 63 km/h             |
| [ 5 ]  |            |                     |

Egzemplarze wyposażone w napęd ABB przeznaczone są do prowadzenia pociągów o masie do 5000 t przy nachyleniu nie przekraczającym 6‰, a w testach jeden z nich prowadził skład 3905 t przy nachyleniu do 10,7‰.

#### Wnętrze
Poza standardowym wyposażeniem kabina wyposażona jest w monitory pokazujące obraz z 6 kamer zastępujących lusterka zewnętrzne. Dwie z tych kamer przysyłają obraz z tyłu i przodu lokomotywy, co jest wykorzystywane np. podczas spinania i rozpinania składu. Kabina prototypowej jednostki nie jest wyposażona w WC, jednakże jednostki seryjne mają taką opcję.
Przedział maszynowy zabudowany jest modułowymi maszynami, które mogą być wymieniane w przypadku awarii. Pozostawione zostało również miejsce do zabudowy urządzeń systemu ETCS.

### E6ACTd
Lokomotywę E6ACTd od lokomotywy E6ACT odróżnia obecność modułu Dual Power – dodatkowego silnika spalinowego o mocy 540 kW wraz ze zbiornikami paliwa o pojemności 1500 l, który umożliwia obsługę klientów również na niezelektryfikowanych końcówkach linii oraz na bocznicach bez wykorzystywania dodatkowych lokomotyw manewrowych. Elektrowóz poprzez zainstalowanie tych elementów jest cięższy od E6ACT o około trzy tony. W chwili wprowadzenia do eksploatacji w połowie 2016 była to pierwsza sześcioosiowa lokomotywa elektryczna z silnikiem dojazdowym oraz najmocniejsza lokomotywa jednoczłonowa w Polsce. 

### E6ACTaDragon 2
Dragon 2, w przeciwieństwie do Dragona, spełnia wymagania TSI. W lokomotywie zastosowano przetwornice napięcia 3x400 oparte na węgliku krzemu (SiC) oraz przekształtniki trakcyjne wykonane w technologii IGBT polskiej firmy Medcom.
E6ACTab
Ta wersja lokomotywy Dragon2, różni się od E6ACTa zastosowaniem systemu ETCS bazującego na baseline 3.4.0.

## Eksploatacja
| Państwo        | Właściciel             | Seria          | Numery                          | Liczba          | Źródło                                    |
| -------------- | ---------------------- | -------------- | ------------------------------- | --------------- | ----------------------------------------- |
| Polska         | Cargounit              | E6ACT          | 002 ÷ 004                       | 3               | [ 53 ] [ 54 ]                             |
| Polska         | Cargounit              | E6ACTa         | 004 ÷ 006 016                   | 4               | [ 55 ] [ 56 ] [ 57 ]                      |
| Polska         | Cargounit              |                |                                 | 0 z 10 (30)     | [ 58 ]                                    |
| Polska         | Orlen Kolej            | E6ACT          | 005 ÷ 009                       | 5               | [ 59 ] [ 54 ]                             |
| Polska         | Orlen Kolej            | E6ACTa         | 009, 011 ÷ 012                  | 3               | [ 32 ] [ 55 ] [ 57 ] [ 60 ] [ 61 ]        |
| Polska         | Orlen Kolej            | E6ACTab        | 010, 025, 028, 032, 034, 040    | 6               | [ 35 ] [ 62 ] [ 52 ] [ 63 ] [ 60 ] [ 61 ] |
| Polska         | Freightliner PL        | E6ACTd         | 101 ÷ 105                       | 5               | [ 38 ] [ 64 ] [ 65 ]                      |
| Polska         | Railpolonia            | E6ACTd         | 106                             | 1               | [ 66 ] [ 67 ] [ 65 ]                      |
| Polska         | Railpolonia            | E6ACTadb       | 029                             | 1               | [ 68 ] [ 69 ]                             |
| Polska         | PKP Cargo              | ET25           | 001 ÷ 003                       | 3               | [ 31 ] [ 70 ] [ 71 ] [ 72 ] [ 73 ]        |
| Polska         | PKP Cargo              | ET26           | 001 ÷ 007                       | 7               | [ 25 ] [ 74 ] [ 75 ] [ 76 ]               |
| Polska         | PKP Cargo              | ET43           | 001 ÷ 024                       | 24              | [ 74 ] [ 26 ] [ 77 ]                      |
| Polska         | Newag                  | E6ACT          | 001                             | 1               | [ 78 ] [ 54 ]                             |
| Polska         | Newag                  | E6ACTadb       | 030                             | 1               | [ 68 ] [ 79 ]                             |
| Polska         | Newag                  | E6ACTa         | 007 ÷ 008, 013 ÷ 014            | 4               | [ 57 ] [ 80 ] [ 79 ]                      |
| Polska         | Jaxan                  | E6ACTad        | 015                             | 1               | [ 81 ] [ 82 ]                             |
| Polska         | Jaxan                  | E6ACTab        | 070                             | 1               | [ 83 ]                                    |
| Polska         | ZPK Szumowo            | E6ACTad        | 017, 026                        | 2               | [ 84 ] [ 82 ] [ 85 ]                      |
| Polska         | Cemet                  | E6ACTadb       | 027, 044                        | 2               | [ 68 ] [ 86 ] [ 87 ]                      |
| Polska         | Cemet                  | E6ACTadnb      | 053 ÷ 054                       | 2               | [ 83 ]                                    |
| Polska         | Laude Smart Intermodal | E6ACTab        | 031, 033                        | 2               | [ 63 ] [ 33 ] [ 88 ]                      |
| Polska         | Laude Smart Intermodal | E6ACTadb       | 035 ÷ 036                       | 2               | [ 68 ] [ 89 ]                             |
| Polska         | Rail Capital Partners  | E6ACTab        | 037 ÷ 039, 041 ÷ 042, 046 ÷ 050 | 10              | [ 63 ] [ 34 ] [ 90 ] [ 91 ]               |
| Polska         | Rail Capital Partners  | E6ACTadb       |                                 | 0 z 3           | [ 92 ] [ 93 ]                             |
| Polska         | Rail Capital Partners  | E6MST          |                                 | 0 z 2           | [ 92 ] [ 93 ]                             |
| Polska         | Rail STM               | E6ACTadb       | 043                             | 1               | [ 68 ] [ 94 ]                             |
| Polska         | Rail STM               | E6ACTadnb      | 097 ÷ 098                       | 2 z 4           | [ 83 ] [ 95 ]                             |
| Polska         | Dolata                 | E6ACTadb       | 045                             | 1               | [ 68 ]                                    |
| Polska         | Grupa Azoty Koltar     | E6ACTab        | 051                             | 1               | [ 63 ] [ 96 ] [ 97 ]                      |
| Polska         | Olavion                | E6ACTab        | 056 ÷ 059                       | 4 z 18          | [ 63 ] [ 98 ]                             |
| Polska         | Akiem                  | E6ACTadb       |                                 | 0 z 20          | [ 99 ]                                    |
| Polska         | Akiem                  | E6MST          | 025 ÷ 027                       | 3 z 10          | [ 83 ] [ 99 ]                             |
| Polska         | MEDEX                  | E6ACTadnb      | 052                             | 1               | [ 63 ]                                    |
| Polska         | Budimex Kolejnictwo    | E6ACTab        | 072                             | 1               | [ 83 ]                                    |
| Polska         | PM Terminal            | E6ACTab        | 073                             | 1               | [ 83 ]                                    |
| Łączna liczba: | Łączna liczba:         | Łączna liczba: | Łączna liczba:                  | 105 z 163 (183) |                                           |

### STK

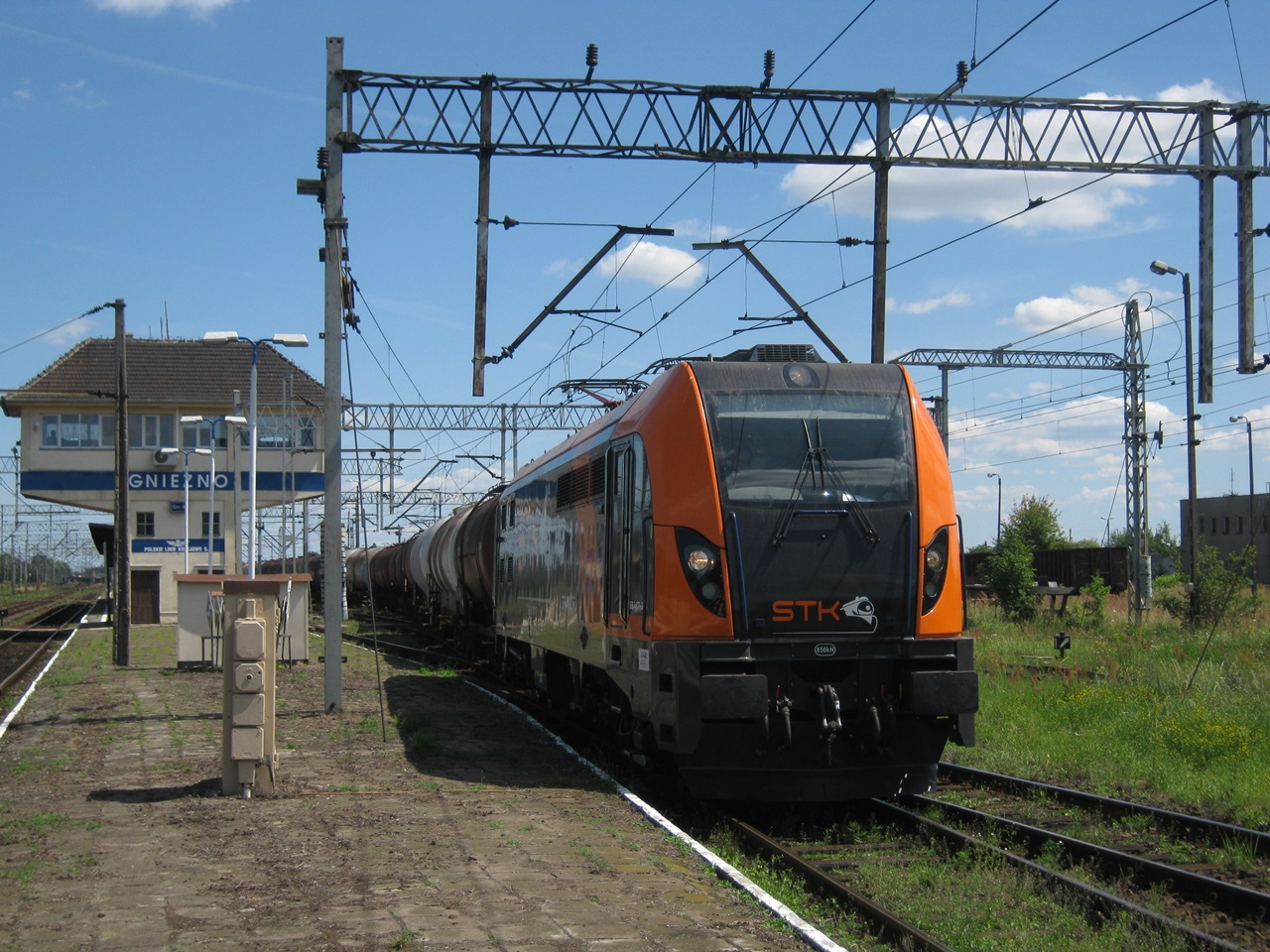
E6ACT-001 przewoźnika STK

W styczniu 2011 rozpoczęły się jazdy dozorowane prowadzone przez spółkę STK z Wrocławia. W czasie ich trwania podpisano list intencyjny w sprawie zakupu 7 Dragonów po zakończeniu testów prototypu. E6ACT-001 m.in. zapewniał obsługę trakcyjną na odcinku Gniezno – Węgliniec.
Ostatecznie 12 października 2011 podpisano umowę z STK na dostawę 4 Dragonów typu E6ACT, wliczając w to egzemplarz testowy, który został włączony na stałe do taboru STK w marcu 2012.
W maju 2013 rozpoczął się końcowy montaż pierwszego seryjnego Dragona – E6ACT-002, a 21 września gotowa już lokomotywa udała się na testy na tor doświadczalny w Węglewie, a 6 grudnia rozpoczęła jazdy testowe w STK. W marcu 2014 na stanie STK znajdowały się 3 Dragony. Na początku listopada 2016 elektrowozy zostały zakupione przez Industrial Division, który później wynajmowały je różnym przewoźnikom, m.in. STK.
W grudniu 2018 STK podpisało z Newagiem umowę dzierżawy wraz z utrzymaniem 3 lokomotyw E6ACTa Dragon 2. Lokomotywy wydzierżawiono do obsługi tras łączących Śląsk z portem Świnoujście i portem Gdynia oraz relacji transgranicznych. Na początku maja 2020 roku wszystkie trzy pojazdy trafiły do Industrial Division.

### Orlen Kolej (dawniej Lotos Kolej)

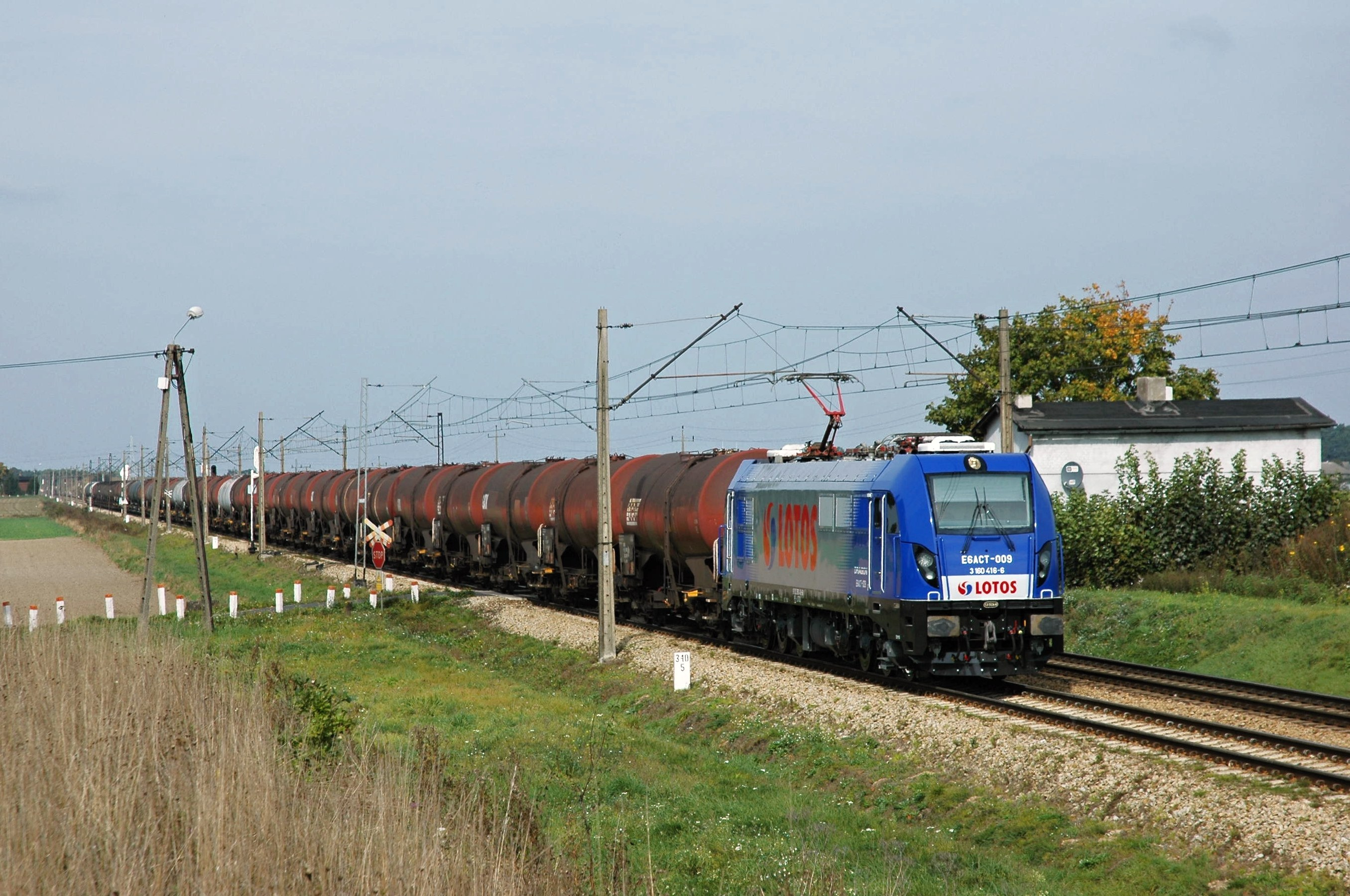
E6ACT-009 Lotosu

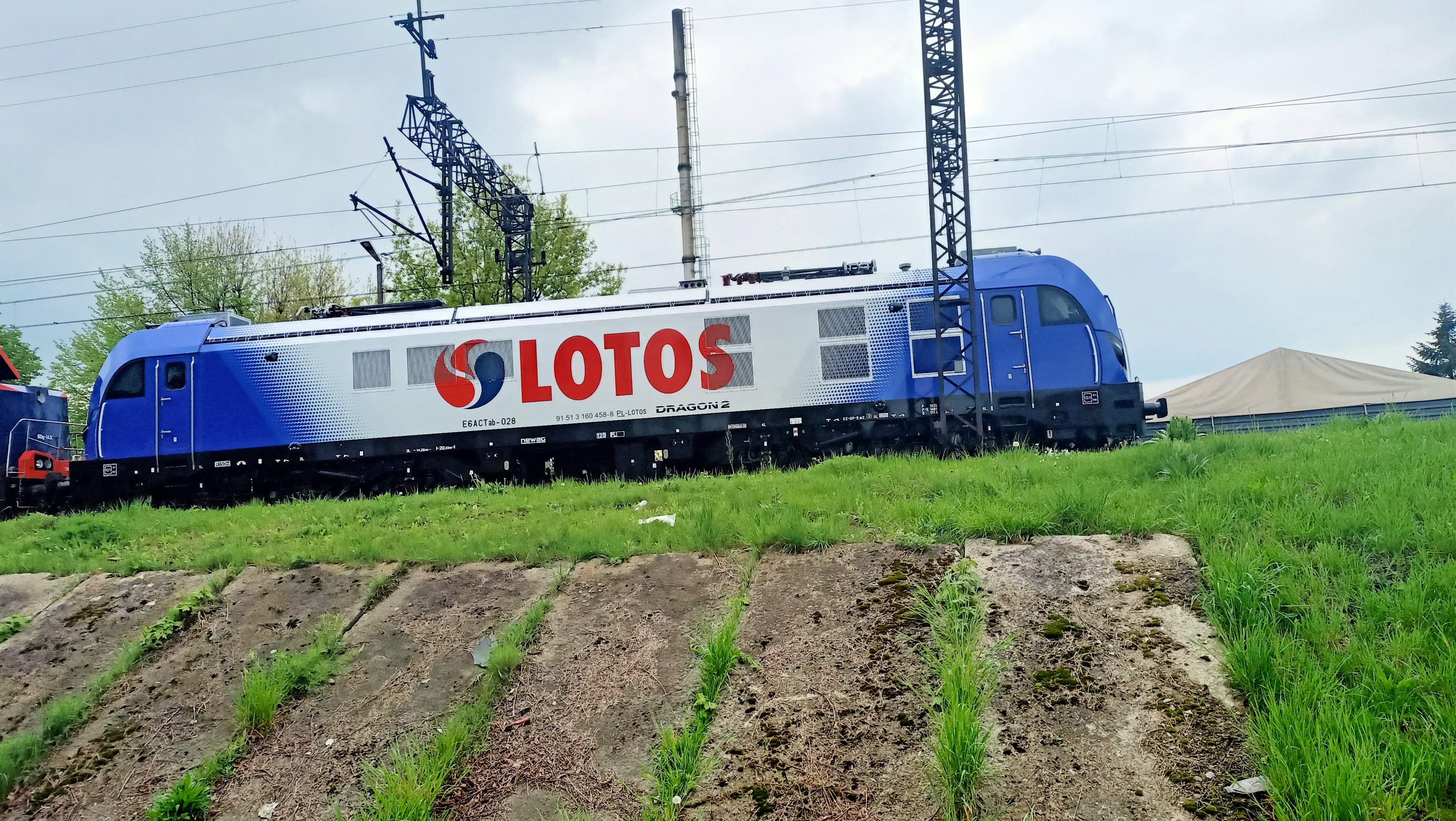
E6ACTab-028 Lotos Kolej

W sierpniu 2011 rozpoczęły się półroczne jazdy dozorowane prowadzone przez spółkę Lotos Kolej. E6ACT-001 m.in. zapewniał obsługę trakcyjną na odcinku Gdańsk Olszynka – Zduńska Wola Karsznice.
19 września 2012 podczas targów InnoTrans w Berlinie podpisano umowę ze spółką Lotos Kolej na dostawę w formie leasingu 5 Dragonów typu E6ACT, partnerem w realizacji leasingu jest ING Bank Śląski. W styczniu 2014 praktycznie gotowy był pierwszy egzemplarz, a 2 kolejne były na końcowym etapie montażu. Od 7 do 10 lutego pierwszy egzemplarz był testowany na odcinku Jaszczów – Świerże Górne, 26 lutego został przekazany, a 3 marca Lotos Kolej rozpoczął jego eksploatację. Kilka dni później dostarczono 2. egzemplarz. Dostawy zakończono w maju.
Lokomotywy przez pierwszy rok przejechały 850 tys. km, a ich średni współczynnik niezawodności wyniósł 99,3%. Obsługiwały one przede wszystkim trasy z Gdańska Olszynki do Zduńskiej Woli Karsznic i w mniejszym zakresie Emilianowa
28 lutego 2019 spółka zakupiła 3 lokomotywy Dragon 2, a na początku września 2019 podpisała z firmą Sim Factor umowę na dostarczenie symulatora tejże lokomotywy, który został uruchomiony w Ośrodku Szkolenia Maszynistów w siedzibie spółki, który został otwarty 5 grudnia.
13 grudnia 2019 spółka podpisała z Newagiem umowę na dostawę 6 dragonów w wersji E6ACTab w formie leasingu. 2 pierwsze z nich (nr 010 i 025) dostarczono 31 grudnia 2019 i na początku 2020 weszły one do eksploatacji.

### Freightliner PL

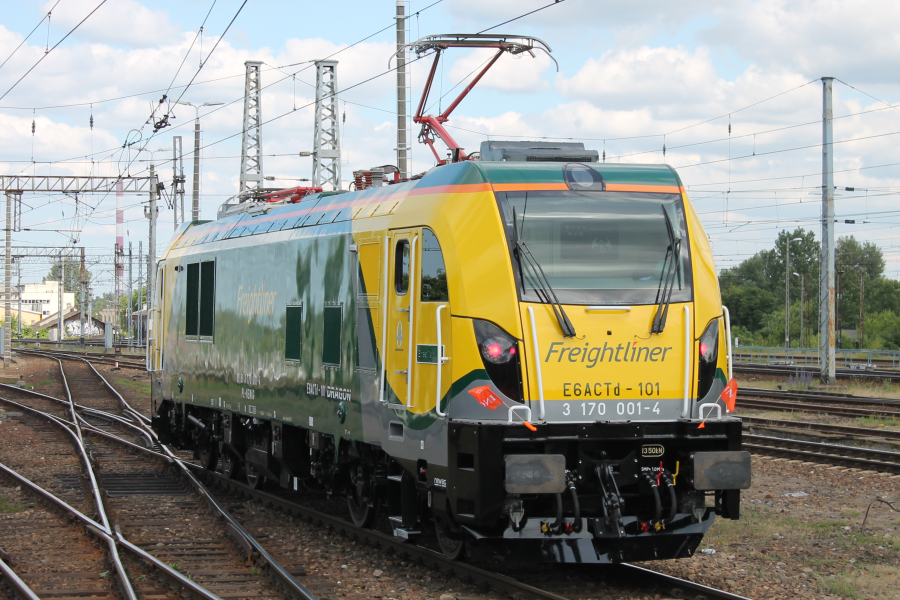
E6ACTd-101 Freightlinera

30 stycznia 2015 podpisano umowę ze spółką Freightliner PL na dostawę 5 Dragonów w formie leasingu, w którego realizacji partnerem będzie ING Lease. Pierwsze trzy lokomotywy mają zostać dostarczone do końca maja 2016, czwarta w czerwcu 2016, a ostatnia w lipcu 2016.
6 lutego 2016 w gliwickiej fabryce Newagu ukończono produkcję pierwszego egzemplarza, który otrzymał oznaczenie E6ACTd-101. Tego samego dnia został on przetransportowany na tor doświadczalny Instytutu Kolejnictwa w Żmigrodzie, gdzie rozpoczął testy wymagane do otrzymania dopuszczenia do ruchu. W marcu lokomotywę testowano w różnych miejscach w Polsce, m.in. w Warszawie i Nowym Sączu. Były one przeprowadzane w celu potwierdzenia właściwego zachowania pojazdu na torach. Producent sprawdzał m.in. zachowanie lokomotywy m.in. na łukach o małym promieniu oraz torowiskach o najniższej kategorii i o największym nachyleniu pionowym. Testy pierwszej lokomotywy zakończono w marcu.
30 maja 2016 UTK wydał zezwolenie na dopuszczenia do eksploatacji pierwszych trzech lokomotyw, a na początku czerwca przewoźnik rozpoczął ich użytkowanie. 9 czerwca pierwszy egzemplarz został zaprezentowany na stacji Warszawa Wschodnia i nadano mu imię Ernesta Malinowskiego. 30 czerwca do eksploatacji wszedł czwarty elektrowóz, a pod koniec lipca ostatni egzemplarz był testowany przed przekazaniem przewoźnikowi.
W październiku 2020 przewoźnik utworzył połączenie Bałtyckiego Terminala Kontenerowego z Brzeskim Terminal Kontenerowy, do którego obsługi skierowano lokomotywy E6ACTd.

### Industrial Division / Cargo Unit
Industrial Division, po zakupie 4 Dragonów od STK w listopadzie 2016, wynajmowało je różnym przewoźnikom, m.in. Orlen KolTrans i STK. Pod koniec stycznia 2017 dzierżawione były 3 lokomotywy o numerach 002, 003 i 004, zaś prototyp o numerze 001 był przewidziany do modernizacji. Wówczas właściciel planował również, że wszystkie jego Dragony zostaną przemalowane w barwy jego nowej marki handlowej Cargo Unit.
W 2019 roku ID zakupiło kolejnego dragona – lokomotywę E6ACTa-016. Na początku maja 2020 roku ID otrzymało trzy kolejne lokomotywy z serii Dragon, które wcześniej pracowały w STK.
Na przełomie lipca i sierpnia 2023 roku przewoźnik podpisał umowę na dostarczenie 10 lokomotyw elektrycznych sześcioosiowych ze spalinowym modułem dojazdowym. Umowa zawiera prawo opcji zamówienia do 20 dodatkowych pojazdów.

### Budokrusz / Railpolonia

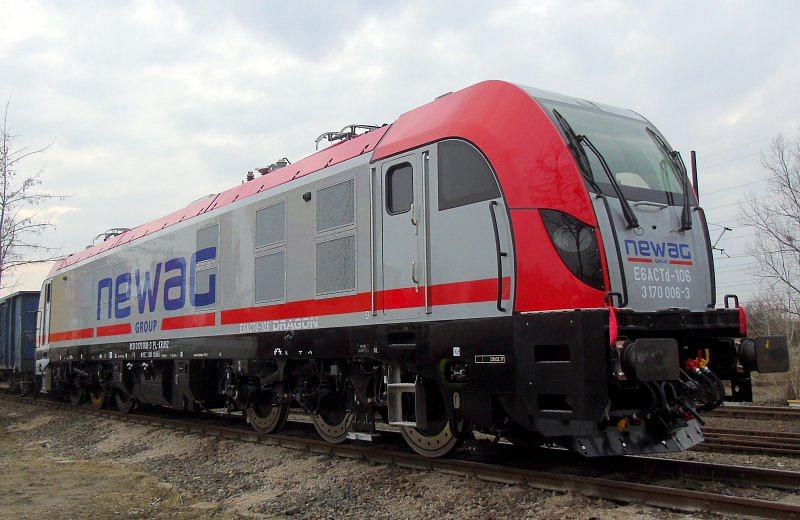
E6ACTd-106 dla Budokruszu

W styczniu 2017 dobiegał końca montaż pierwszego Dragona po przeniesieniu produkcji do Newagu w Nowym Sączu. Lokomotywa została pomalowana w barwy producenta i nie było wiadomo dla kogo jest budowana. 28 lutego pojazd oznaczony jako E6ACTd-106 został zaprezentowany i przekazany przedsiębiorstwu Budokrusz działającemu w branży budowlanej. W maju 2018 w grupie Budokrusz rozpoczęła działalność przewozową spółka Railpolonia i to do niej trafił elektrowóz E6ACTd-106.
W kwietniu 2020 przewoźnik odebrał jeszcze jedną lokomotywę – E6ACTadb-029.

### PKP Cargo
12 lipca 2018 Newag podpisał z PKP Cargo list intencyjny odnośnie do zamówienia 3 lokomotyw. Natomiast 25 października doszło do podpisania właściwej umowy zakupu. Wszystkie 3 lokomotywy były gotowe z końcem października. 14 grudnia lokomotywa ET25-003 poprowadziła pierwszy skład.

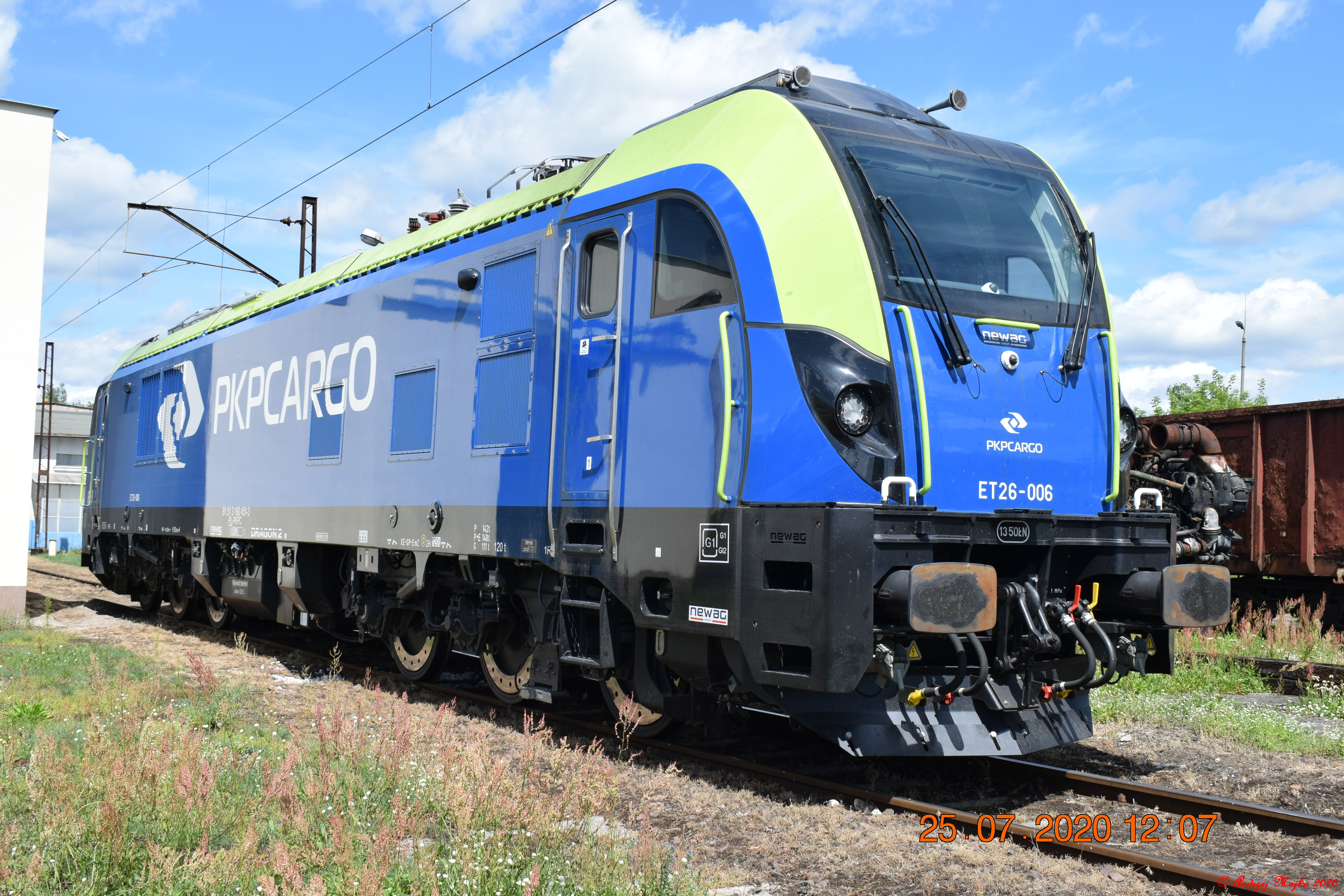
ET26-006 PKP Cargo

9 września 2019 rada nadzorcza PKP Cargo wyraziła zgodę na zakup kolejnych 7 lokomotyw jednosystemowych wyposażonych dodatkowo w spalinowy moduł dojazdowy o oznaczeniu ET26 z dostawami do końca 2019 roku oraz 24 lokomotyw dwusystemowych dostosowanych również do systemu zasilania 25 kV AC 50 Hz w dwóch transzach po 12 sztuk w latach 2021–2022. Umowa została podpisana 17 września 2019, 24 września podczas targów Trako zaprezentowana została lokomotywa ET26-001, a 31 października została przekazana przewoźnikowi. Natomiast w grudniu przekazano pozostałe 6 lokomotyw ET26. 22 marca 2023 przekazano pierwsze 12 lokomotyw dwusystemowych.

### CTL Logistics
W lipcu 2018 CTL Logistics podpisał z Newagiem umowę na leasing 2 lokomotyw Dragon 2. 10 stycznia 2019 obie lokomotywy zostały włączone do eksploatacji i skierowane do obsługi tras w północnej części Polski.

### Kolprem
W czerwcu 2019 Kolprem rozpoczął dzierżawę lokomotywy E6ACTa-013, którą skierowano do obsługi ciężkich składów z Górnego Śląska do portów.

### Qemetica (dawniej Ciech Cargo)
14 czerwca 2019 na mocy umowy dzierżawy Newag przekazał przewoźnikowi Ciech Cargo lokomotywę E6ACTa-014. W 2024 w związku z zmianą nazwy spółki lokomotywa została przemalowana.

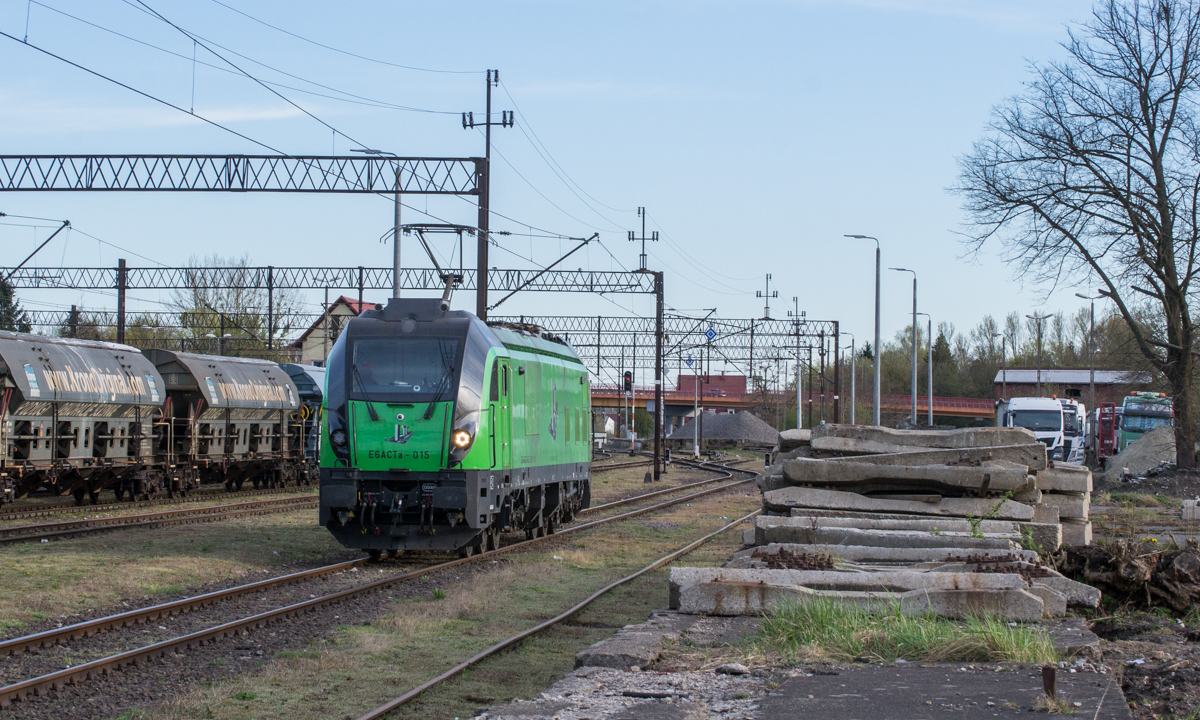
E6ACTa-015 LTC

### Logistics & Transport Company
W kwietniu 2019 przewoźnik Logistics & Transport Company zamówił jedną lokomotywę E6ACTa, która została dostarczona mu w pierwszej połowie lipca 2019.

### ZPK Szumowo
W 2019 roku dostarczono jeden elektrowóz dla przewoźnika ZPK Szumowo

### Cemet
Na początku lutego 2020 gotowa była lokomotywa dla spółki Cemet E6ACTadb-027. Później została wyprodukowana dodatkowa lokomotywa dla przewoźnika

### Laude Smart Intermodal

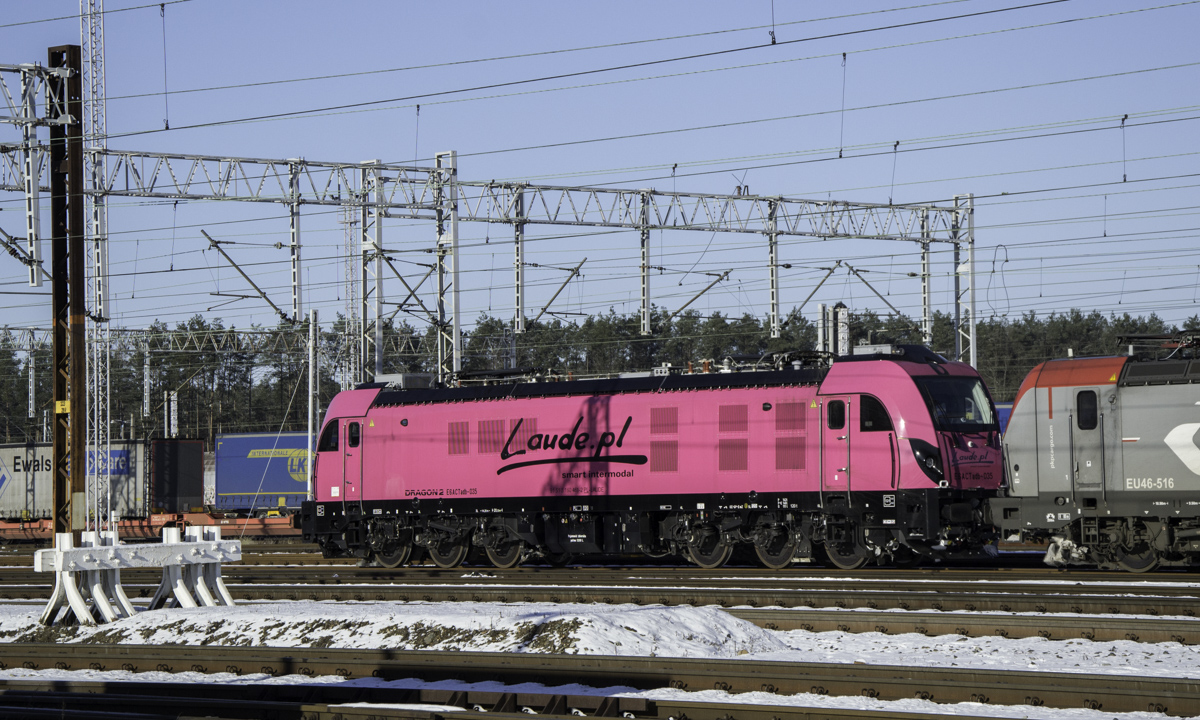
E6ACTadb-035 Laude

6 maja 2019 Laude Smart Intermodal podpisał z Newagiem umowę na dostawę 4 lokomotyw. Równo rok później odebrana została pierwsza lokomotywa – E6ACTab-031. W późniejszym okresie zostały wyprodukowane dalsze trzy elektrowozy dla przewoźnika.

### Rail Capital Partners

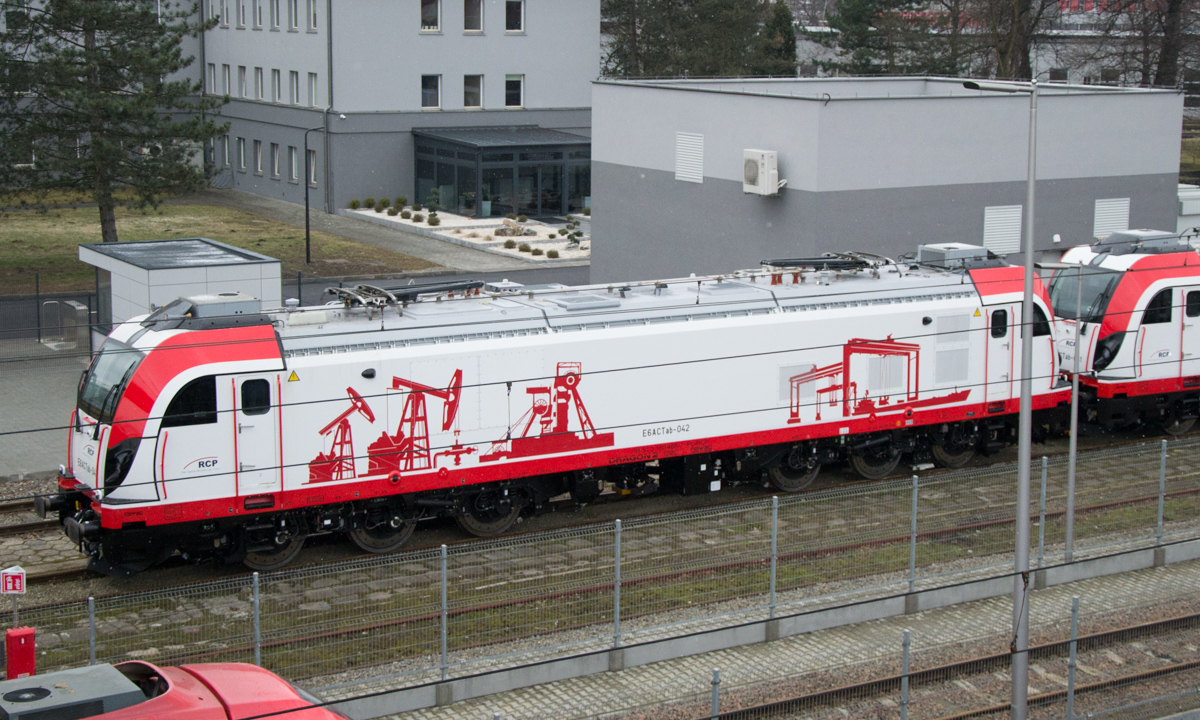
E6ACTab-042 Rail Capital Partners

25 września 2019 spółka Rail Capital Partners podpisała z Newagiem umowę na dostawę 5 lokomotyw. 5 października w Nowym Sączu odbyło się przekazanie pierwszej lokomotywy. W 2022 roku spółka zamówiła 5 kolejnych lokomotyw w ramach wcześniejszej umowy ramowej. 28 marca 2024 spółka podpisała umowę na dwie lokomotywy wielosystemowe i trzy jednosystemowe z modułem dojazdowym.

### Rail STM sp. z o.o.
18 lutego 2021 spółka Rail STM sp. z o.o. odebrała lokomotywę E6ACTadb-043. Tego samego dnia pojazd rozpoczął pracę przewozową. W 2024 roku spółka zamówiła 4 lokomotywy w wersji jedno i dwusystemowej. Ich dostawy mają rozpocząć się w 2025 roku.

### Grupa Azoty Koltar
W kwietniu 2023 roku Grupa Azoty Koltar zamówiła jeden elektrowóz. Lokomotywa oznaczona jako E6ACTab-051 została odebrana przez Grupę Azoty Koltar 24 maja 2024, dodatkowo została nazwana "Roman" jako upamiętnienie pierwszego Prezesa Spółki Koltar, Romana Cyzę.

### Akiem SAS
16 listopada 2023 roku Newag podpisał z poolem taborowym Akiem umowę na dostawę 30 lokomotyw Dragon 2 w dwóch wariantach:
- 20 lokomotyw jednosystemowych (DC) z modułem dojazdowym 0,5MW Stage V i HVO ready
- 10 lokomotyw wielosystemowych dopuszczonych do eksploatacji na terenie Polski, Czech i Słowacji.

Możliwe jest rozszerzenie zamówienia o kolejne 50 lokomotyw. Umowa obejmuje również usługę utrzymania w ciągu 8 lat od odbioru każdej lokomotywy oraz udzielenie przez Newag 24-miesięcznej gwarancji. Wartość kontraktu to od 164 mln 075 tys. euro w wariancie podstawowym do 445 mln 536 tys. euro po skorzystaniu z opcji.

## Nagrody i wyróżnienia
- 2009 – wyróżnienie w kategorii Tabor na targach Trako w Gdańsku Oliwie[133].